# Xures
Xures é uma comuna francesa na região administrativa de Grande Leste, no departamento de Meurthe-et-Moselle. Estende-se por uma área de 6,98 km². Em 2010 a comuna tinha 107 habitantes (densidade: 15,3 hab./km²).